# 哈諾-波克羅夫卡
47°8′5″N 30°28′45″E / 47.13472°N 30.47917°E
漢諾-波克羅夫卡（烏克蘭語：Ганно-Покровка）是位於烏克蘭西南部的村莊，由敖德萨州贝雷济夫卡区的科諾普利亞內市鎮負責管轄。該村始建於1897年，面積1.78平方公里，海拔高度49米，2001年人口747，人口密度每平方公里419.66人。